# جک دایموند (بازیکن فوتبال، زاده ۲۰۰۰)
جک دایموند (انگلیسی: Jack Diamond؛ زادهٔ ۱۲ ژانویهٔ ۲۰۰۰) بازیکن فوتبال اهل بریتانیا است.
از باشگاه‌هایی که در آن بازی کرده‌است می‌توان به باشگاه فوتبال ساندرلند اشاره کرد.